# Marigny (Deux-Sèvres)
Marigny – miejscowość i gmina we Francji, w regionie Nowa Akwitania, w departamencie Deux-Sèvres.
Według danych na rok 1990 gminę zamieszkiwało 770 osób, a gęstość zaludnienia wynosiła 24 osób/km² (wśród 1467 gmin regionu Poitou-Charentes Marigny plasuje się na 394. miejscu pod względem liczby ludności, natomiast pod względem powierzchni na miejscu 143.).